# 维罗
维罗（法語：Vireaux，法語發音：[viʁo]）是法国勃艮第-弗朗什-孔泰大区约讷省的一个市镇，属于阿瓦隆区。

## 地理
维罗（47°47'11"N, 4°2'57"E）面积14.58 平方千米，位于法国勃艮第-弗朗什-孔泰大區约讷省，该省份为法国中北部内陆省份，西接卢瓦雷省，西北接塞纳-马恩省，南至涅夫勒省，东临科多尔省，东北与奥布省接壤。
与维罗接壤的市镇（或旧市镇、城区）包括：唐莱、莱济讷、阿尔芒松河畔帕西、桑堡、托内尔。

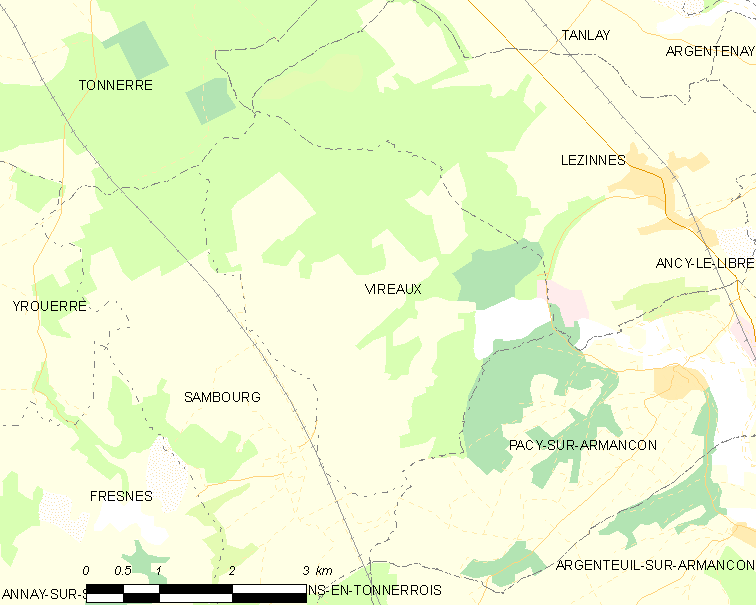
维罗的OSM定位图

维罗的时区为UTC+01:00、UTC+02:00（夏令时）。

## 行政
维罗的邮政编码为89160，INSEE市镇编码为89481。

## 政治
维罗所属的省级选区为托内鲁瓦县。

## 人口

1962-2008年间维罗人口变化图示

维罗于2022年1月1日时的人口数量为102人。